# Алгач
Алга́ч — село в Зейском районе Амурской области России. Административный центр и единственный населённый пункт Алгачинского сельсовета.
Село Алгач, как и Зейский район, приравнено к районам Крайнего Севера.

## География
Село расположено на левом берегу реки Зея, на расстоянии 54 км от города Зея (через сёла Заречная Слобода, Николаевка-2, Николаевка, Алексеевка). От села на юг (вниз по течению) идёт дорога к селу Чалбачи.

## Население
| 2002 | 2010 | 2012 | 2013 | 2014 | 2015 | 2016 |
| ---- | ---- | ---- | ---- | ---- | ---- | ---- |
| 672  | ↘532 | ↘531 | ↘513 | ↘495 | ↘463 | ↗476 |
| 2017 | 2018 | 2021 |      |      |      |      |
| ↘458 | ↘442 | ↘320 |      |      |      |      |

## Улицы
| - ул. Загаражная, - ул. Заречная, - ул. Лесная, | - ул. Набережная, - пер. Сосновый, - ул. Центральная. |